# Beatrixkerk (Ede)
De Beatrixkerk in de plaats Ede in de Nederlandse provincie Gelderland is gebouwd in 1939/1940 voor de plaatselijke gemeente van de Gereformeerde Kerk (tegenwoordig PKN).

## Geschiedenis
De kerk werd gebouwd op het Maanderzand. Hier werd in die tijd een nieuwe wijk gerealiseerd die de naam Beatrixpark zou krijgen. Een groot deel van het gebied was echter nog een zandverstuiving.
Het was het tweede kerkgebouw voor dit kerkgenootschap. Het eerste kerkgebouw aan de Amsterdamseweg in het centrum van Ede werd aanvankelijk gewoon Gereformeerde Kerk genoemd, maar met de bouw van deze tweede kerk werd de naam van het nieuwe gebouw Zuiderkerk en werd de naam van het oude gebouw Noorderkerk.

## Het gebouw
Het gebouw is ontworpen door architect Evert Jan Rotshuizen. Het ontwerp is geïnspireerd door een reis door Italië die Rotshuizen in de jaren dertig maakte. Het gebouw geeft de indruk van een basilica met een zeer hoog middenschip geflankeerd door twee lage zijbeuken. Het is gebouwd in de stijl van de Delftse School. Aan de zuidkant bevindt zich een brede klokkentoren. Het hoge portaal bevindt zich aan de noordkant van de kerk. Onder het afdak van het portaal bevindt zich een groot glas in loodraam. Boven het portaal is een Christusmonogram in het metselwerk aangebracht.
Het huidige interieur dateert van 1990. In dat jaar werden er aan de zuidkant tevens bijgebouwen gerealiseerd. De kerk is door de gemeente Ede aangemerkt als gemeentelijk monument. In 2010 werd de vloerverwarming vernieuwd en werd de verlichting aangepast. ook werd de kerk voorzien van modernere audiovisuele middelen.
De Beatrixkerk staat aan het einde van de Beatrixlaan, op het punt waar deze zich splitst in de Anna van Burenlaan, die aan de ene zijde en de Juliana van Stolberglaan, die aan de andere zijde van de kerk langs loopt. De Beatrixlaan fungeert hierbij als zichtas voor de kerk.

## Het orgel
Het orgel is tegelijk met de Beatrixkerk gebouwd door de firma Flentrop uit Zaandam. In 1960 werd het orgel gerepareerd en met twee registers uitgebreid. In 1970 kwam er een nieuwe speeltafel. In 1989 werd het orgel gerestaureerd door de firma Kaat & Tijhuis uit Kampen. Hierbij werd de dispositie gewijzigd. In 1994 werd een suboctaafkoppel toegevoegd. Hieronder volgt de dispositie:
| Hoofdwerk C-g’’’ |        |
| Prestant         | 8’     |
| Roerfluit        | 8’     |
| Octaaf           | 4’     |
| Quint            | 2 2/3’ |
| Octaaf           | 2’     |
| Mixtuur          |        |
| Trompet          | 8’     |

| Zwelwerk C-g’’’ |        |
| Holpijp         | 8’     |
| Prestant        | 8’     |
| Fluit           | 4’     |
| Nasard          | 2 2/3’ |
| Flageolet       | 2’     |
| Terts           | 1 3/5’ |
| Dulciaan        | 8’     |
| Tremolo         |        |

| Pedaal C-f’ |     |
| Subbas      | 16’ |
| Octaaf      | 8’  |
| Gedekt      | 8’  |
| Octaaf      | 4’  |
| Fagot       | 16’ |

| Koppelingen |
| I+II        |
| I+II 16’    |
| P+I         |
| P+II        |